# Tapinoma wheeleri
Tapinoma wheeleri é uma espécie de formiga do gênero Tapinoma.